# Carlo Rognoni (calciatore)
Carlo Rognoni (Savignano sul Rubicone, 21 ottobre 1922 – ...) è stato un calciatore italiano, di ruolo portiere.

## Carriera
Giocò in Serie A con l'Alessandria.